# La Boîte (film, 2001)
Pour les articles homonymes, voir La Boîte.
Pour plus de détails, voir Fiche technique et Distribution.
La Boîte est un film français réalisé par Claude Zidi, sorti en 2001.

## Synopsis
Cinq amis d'enfance, qui habitent une petite ville de province, se sont fait exclure de la seule boîte de nuit de la région. Se sentant désœuvrés, ils projettent d'ouvrir une boîte de nuit concurrente dans le garage du père (Guy Marchand) de deux d'entre eux. Malheureusement, le propriétaire (Jean-Marie Bigard) de la seule boite de nuit de la région va tout faire pour faire fermer ses concurrents. Après moult péripéties, les cinq compères réussiront à contrer ce rival.

## Fiche technique
- Titre : La Boîte
- Réalisation : Claude Zidi
- Scénario : Didier Kaminka et Simon Michaël
- Musique : Romaric Laurence
- Pays d'origine :  France
- Production: Claude Berri
- Format : couleurs - 1,85:1 - Dolby Digital - 35 mm
- Genre : comédie
- Durée : 100 minutes
- Date de sortie : 4 juillet 2001

## Distribution
- Quentin Baillot : Patrick
- Jean-Marie Bigard : Roger
- Jean-Christophe Bouvet : Bloret
- Alexandre Caumartin : Didier
- Gérald Dahan : M. Propre
- Armelle Deutsch : Julie
- Fabrice Deville : Stephane
- Roméo Escala : Roméo
- Andréa Ferréol : Monique
- Nassim Iazouguen : Nassim
- William Kinganga : William
- Guy Marchand : Pierre
- Renée Le Calm : Mamie
- Georges Beller : l'Animateur
- Michèle Garcia : La juge Delauney
- Christian Gion : l'homme d'affaires
- Simon Michaël : un policier (crédité Flic 1)
- Jérémy Bardeau : ?
- Michel Melki:

## Autour du film
- La Boîte a fait partie des neuf films sélectionnés pour la deuxième édition du Festival du film français de Moscou[1], aux côtés, entre autres d'Absolument Fabuleux de Gabriel Aghion, de La Chambre des officiers de François Dupeyron, de Roberto Succo de Cédric Kahn et de Vidocq de Pitof.
- Le titre I've Got You[2] de The Dude, pseudonyme de l'auteur-compositeur, arrangeur et producteur français Régis Ducatillon, illustre la bande-annonce, ainsi que de nombreuses séquences du film, où l'on entend également Rock Da Juice, interprété par le même artiste.